# 間々田宿
間々田宿（ままだしゅく、ままだじゅく）は、江戸時代に日光街道（日光道中）に設けられた下野国の宿場。現在は栃木県小山市間々田に相当する。
日光街道の江戸・日本橋から数えて11番目の宿場である。

## 概要
元和4年（1618年）に宿駅に指定された。宿駅の管理は、寛永10年（1633年）以降は古河藩、正徳2年（1712年）以降は幕府、安永3年（1774年）以降は宇都宮藩が担った。天保14年（1843年）の『日光道中宿村大概帳』によれば、本陣は1軒、脇本陣は1軒設けられ、旅籠が50軒（大5,中17,小28）あった。宿内の家数は175軒、人口は947人であった。おおむね現在の国道4号線沿いの龍昌寺から浄光院・行泉寺間に展開し、南（江戸側）から下町・中町・上町・土手向町より構成された。本陣・脇本陣は中町にあった。

## 乙女河岸
間々田宿西方の思川に設けられていた河岸。大型の高瀬舟が接岸できる上流端であり、日光東照宮造営の際には、御用河岸に指定されたため多くの資材が船で運ばれてきた。江戸川・利根川・渡良瀬川を経由した資材は、ここで陸揚げ・集積され、日光街道・壬生通りを経て日光に運び込まれた。

## 助郷
各宿場町では、参勤交代や公用の人や物を運ぶために人馬を常備する必要があったが、これを助けるために近隣の村々が定助郷に指定された。間々田宿では、網戸・間中・寒川・中里・鏡・乙女・小袋・下河原田・野田・粟宮など25カ村が指定されていた。

## 名所・旧跡等
- 旧小川家住宅（小山市立車屋美術館）:　乙女河岸で肥料問屋を営んでいた車屋（小川家）が、大正元年前後に日光街道沿いに移転・建築したもの。特に土蔵は乙女河岸から移築され、その唯一とも言える遺構である。現在は改装され、美術館として使用されている[7]。

## 交通
隣の宿場
- 日光街道、奥州街道

野木宿 - 間々田宿 - 小山宿